# مؤتمر جوبا (1947)

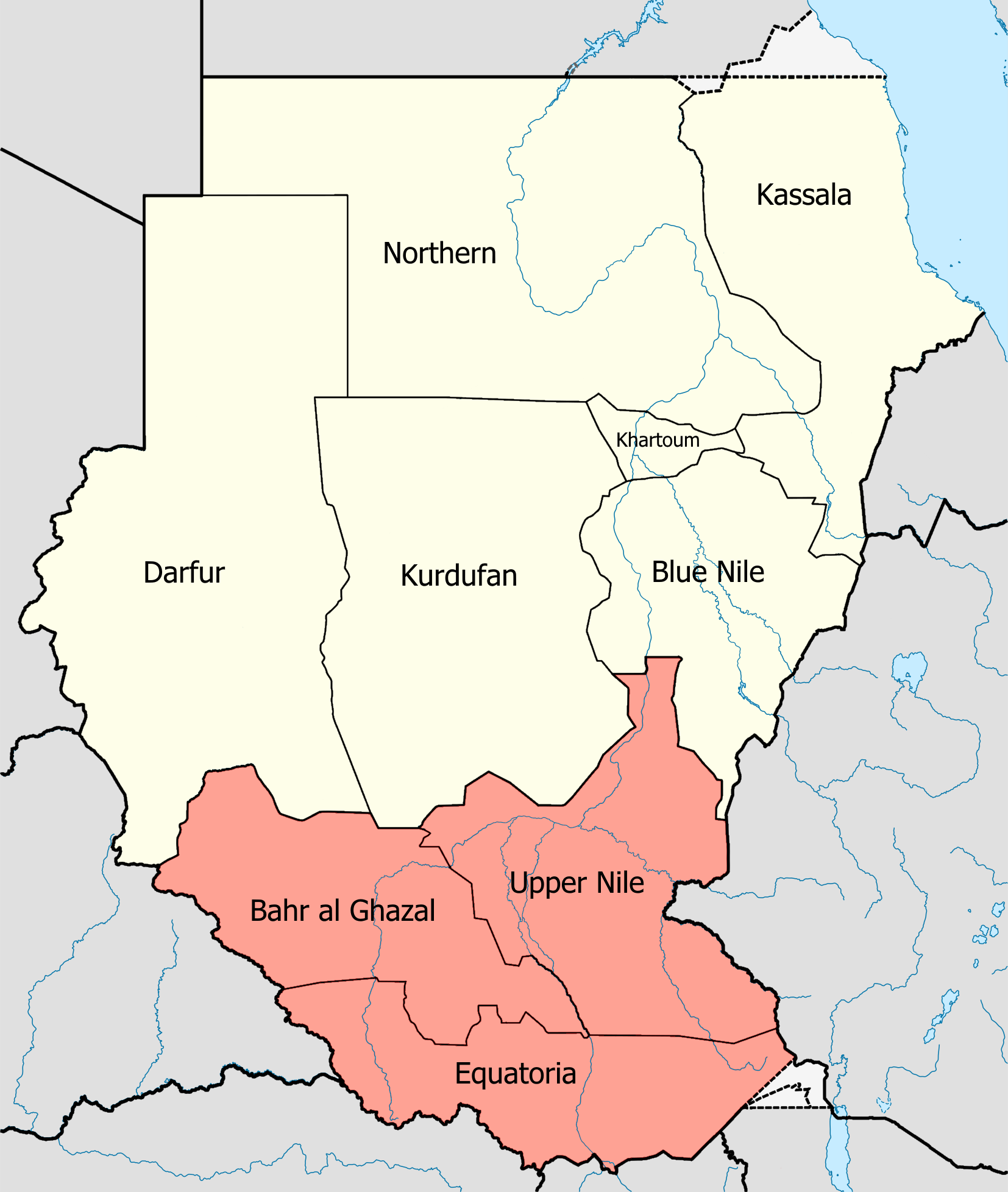
مقاطعات السودان الإنجليزي المصري عام 1948

مؤتمر جوبا عام 1947 كان اجتماعًا عقد في يونيو من العام 1947 حضره مندوبون بريطانيون وسودانيون في مدينة جوبا، العاصمة الإقليمية حينها للإقليم الاستوائي في جنوب السودان (واليوم هي العاصمة الوطنية لجنوب السودان).
نظمت بريطانيا المؤتمر لتوحيد شمال وجنوب السودان في كيان سياسي واحد. وحتى ذلك الحين، كان البريطانيون يعاملون القطاعين باعتبارهما مستعمرتين منفصلتين بسبب الاختلافات العرقية والدينية والثقافية. كان شمال السودان شديد التعريب ولديه بنية تحتية سياسية واقتصادية جيدة التنظيم. دان الشماليون بالإسلام وكانوا متعلمين نسبيًا بينما كان جنوب السودان يتكون أساسًا من قبائل نيلية متعددة مارست مزيجًا من المعتقدات المسيحية والتقليدية. ومن الناحية الاقتصادية، لم يكن للجنوب نفس تنظيم شمال السودان.
وافق مؤتمر جوبا على أن شمال وجنوب السودان سيشكلان دولة واحدة وأن الجمعية التشريعية ستمثل المستعمرة بأكملها. ومع ذلك، كان لممثلي جنوب السودان عدة تحفظات على القرارات، ويعزى ذلك إلى حد كبير لأنهم كانوا في وضع أدنى من حيث افتقار منطقتهم إلى الخبرة التعليمية والسياسية.
لقد تحققت مخاوفهم حين أخلى البريطانيين 800 وظيفة إدارية استعدادًا «للحكم الذاتي» السوداني؛ أربعة فقط من المناصب الحكومية ذهبت إلى الجنوبيين. وفي المناقشات التي دارت لتحديد مستقبل دولة السودان الحديثة، استُبعدت المحافظات الجنوبية إلى حد كبير من العملية السياسية.
أدى هذا التباين إلى الحرب الأهلية السودانية الأولى والثانية، مما أدى في النهاية إلى أن تصبح المقاطعات الجنوبية جمهورية مستقلة، هي جنوب السودان في العام 2011.

## وصلات خارجية
- محضر اجتماع في جوبا عام 1947